# بلغار (شعب تركي)

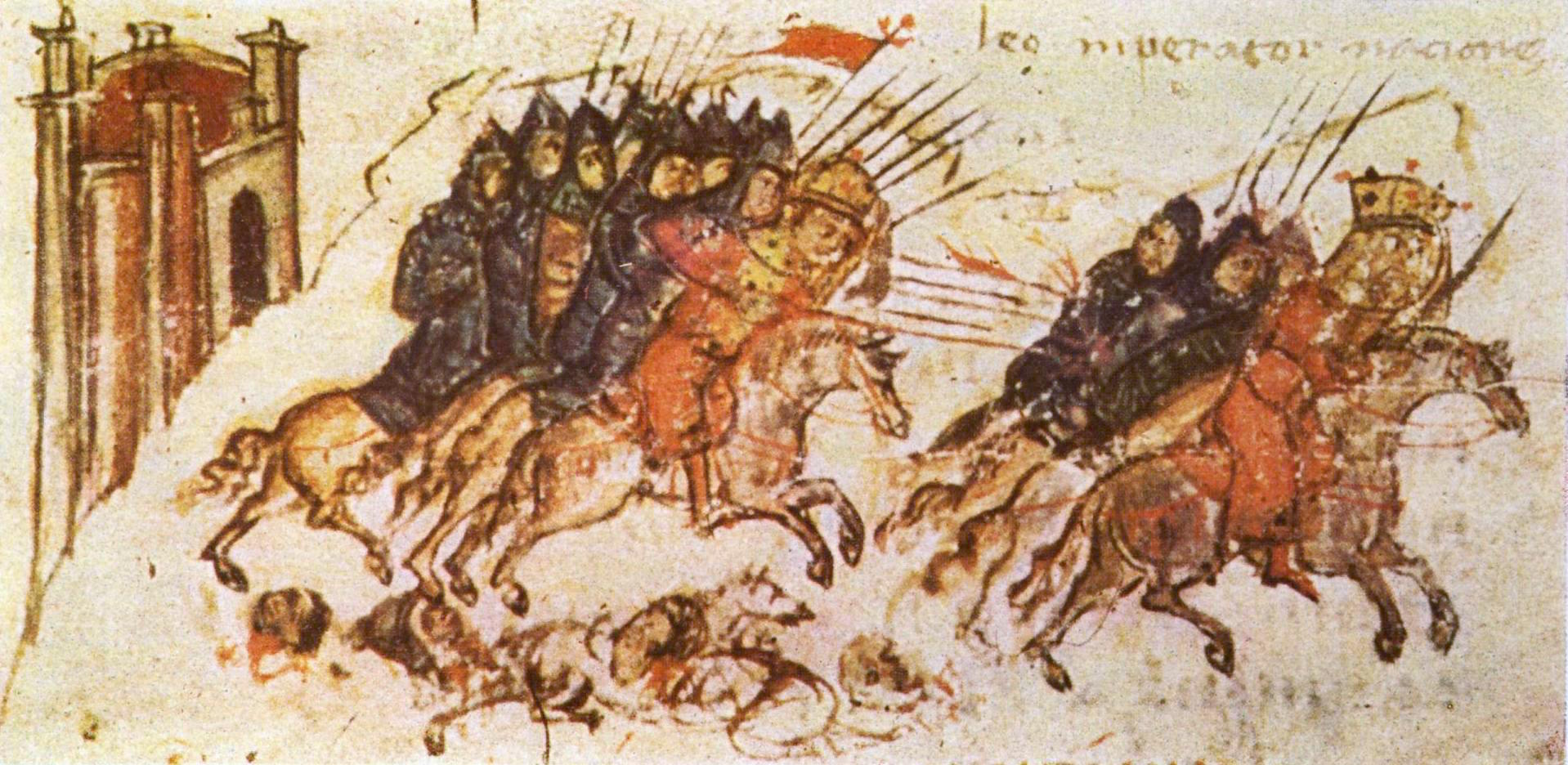
رسم يصور كروم خان البلغار وهو يقود البلغار في معركة فيرسينيكيا (813)

البلغار كانوا قومًا شبه رحل من الشعوب التركية التي ازدهرت في منطقة السهوب القزوينية وفولغا في القرن السابع الميلادي ويعتقد أن أصولهم ترجع إلى آسيا الوسطى حيث ظهروا كشعوب خيالة. تأثر البلغار خلال ترحالهم غربا عبر السهب العظيم بعادات الشعوب التي مروا بها كالهون والإيرانيين والهندو أوربيين. تشير الدراسات الجينية الحديثة التي أجريت على الشعوب التركية في آسيا الوسطى إلى وجود صلة بين شعوب أوراسيا وأوروبا إذ كانوا يتحدثون لغة تركية بلغارية من فرع اللغات الأويغورية. إضافة إلى ذلك، حافظ البلغار على الألقاب العسكرية وعادات وتقاليد شعوب سهوب أوراسيا والمعتقدات الدينية كعبادة الإله السماوي تنكري.
أصبح البلغار شبه مستقرين في السهب القزويني خلال القرن السابع حيث أنشأوا إمبراطورية بالغاريا القديمة عام 635 والتي انصهرت في إمبراطورية الخزر في 668. في عام 679 احتل الخان أسباروخ سكيثيا الصغرى فاتحا بذلك مويسيا ومكونا الإمبراطورية البلغارية الأولى. غدا البلغار في البلقان نخبة سياسية وعسكرية حيث اندمجوا مع الشعوب السابقة كالتراقيين والفلاك وتبنوا الثقافة السلافية منشئين البلغاريين الحديثين. هاجر ما تبقى من البلغار البونتيون في القرن السابع إلى نهر فولغا حيث أوجدوا فولغا بلغاريا وقد حافظ ذلك الشعب على هويته حتى القرن الثالث عشر. يدعي تتار الفولغا والتشوفاش انحدارهم من بلغار فولغا.
هاجر البلغاريون البنطسيون الباقون في القرن السابع إلى نهر الفولغا، وأسسوا بلغاريا الفولغية، وحافظوا على هويتهم حتى القرن الثالث عشر. يدعي تتر الفولغا والشعب الشوفاشي أن أصولهم تعود إلى البلغار الفولغيين.

## المجتمع
ثقافة البلغاريين هي ثقافة القرسان البدو في آسيا الوسطى، الذين كانوا يهاجرون كل موسم في طلب المراعي الوفيرة، وكذلك بحثًا عن تواصل حضاري واقتصادي بينهم وبين المجتمعات المستقرة. وباتصالهم مع الثقافات المستقرة، بدأ البلغار يحترفون الحدادة والنجارة وصناعة الفخار. وكان من شأنهم أن القبيلة الحاكمة سياسيًّا تسمّي مجمع القبائل باسمها. هذه المجامع كانت تشجعها عادةً قوى ملكية، لأن التعامل مع حاكم واحد أسهل من التعامل مع عدة رؤوس قبائل.
في المجتمع البدوي كانت القبائل منظمات سياسية تقوم على القرابة، ولها قوة منتشرة. تطورت القبائل تبعًا لعلاقاتها مع الحضارات المستقرة، ولم تكن تستطيع غزوهم إلا بفضل العصبية القبلية. إذا كان لغزو البدو هذه الحضارات أثر سلبي على اقتصاد المنطقة ونموها، فإن هذا سيبطئ اقتصادهم ونموهم الاجتماعي والحضاري هم أيضًا. في الحالة البدوية كان التواصل بين البدو والحضر محدودًا، وطالما كان للبدو نظام جزية قاسٍ.
عندما وصل البلغار إلى إقليم البلقان، عاشت أجيالهم الأولى حياة بدوية في الخيام، ثم تبنوا نمط السلافيين في البناء ونمطهم الموسمي أو المستقر في الحياة. لم يمكن التفريق بين المستوطنات السلافية والبلغارية إلا بنمط مقابرهم.

### الدين
لا يعرَف عن دين البلغار إلا القليل، ولكن المعروف عنهم أنهم كانوا توحيديين. في النقوش الإغريقية من بلغاريا الدانوبية، وصف الملوك البلغار أنفسهم بأنهم «حكّام من الرب»، وهو ما يعني السلطة ذات الأصل الإلهي، ويوحي بفكرة حضور الإله في كل زمان ومكان. تقول النقوش الفارسية من مدينة فيليبي (837):
إذا تحرّى الحقيقة إنسان، رآه الله. وإذا كذب، رآه الله أيضًا. أحسن البلغار إلى المسيحيين (البيزنطيين) إحسانًا كثيرًا، ولكن المسيحيين نسوهم. ولكن الله يرى.
يفترض أن الإله المتكلَّم عنه هنا هو إله السماء تنكري. في الإملاء الصيني يسمى جنلي، وفي التركي تانكارا وتنكيري، وهي أقدم كلمة تركية منغولية معروفة. قد تعود أصول تنكري إلى معاهدة تشونغو، التي حددت حدود الصين في القرن الثاني قبل الميلاد. يرجح أن الاتفاقية شملت أطرافًا من أسلاف المنغوليين وأسلاف الترك. وفي التركية الحديثة، الكلمة التي تدل على الرب هي تانري، وهي مشتقة من الأصل نفسه.
والظاهر أن التنكرية شملت عدة شعائر شامانية. وحسب رأي مرسيا مكدرمت فإن تنكرا هو الإله المذكر المرتبط بالسماء والنور والشمس. وشملت العبادة أيضًا كفؤ تنكرا المؤنثة، وهي الإلهة الأصلية أوماي، إلهة الخصوبة. ويرتبط ختمهم الذي وجد كثيرًا في بلغاريا القروسطية بالإله تنكرا. ومع ذلك، فإن معناه الدقيق واستعماله لم يزل غير معروف. أقدس الكائنات عند تنكرا هي الأحصنة والعقبان، ولا سيما الأحصنة البيضاء. وجدت تمائم برونزية عليها تمثيلات للشمس والأحصنة وحيوانات أخرى في المواقع الأثرية البلغارية. قد يفسر هذا عدة محرمات بلغارية، منها محرّمات مرتبطة بالحيوانات.
يعتقد رافيل بوخاريف أن وجود دين توحيدي حاكمي بين البلغاريين، أي الهينوثية، كما وجدها أحمد بن فضلان (في القرن العاشر) حول الأتراك الأوغوز أقرباء البلغار، جعل دخول الإسلام أسهل إلى بلغاريا الفولغية.
وكانوا إذا أصابتهم مصيبة أو حادثة سيئة، نظروا إلى السماء ودعوا: «بير تنكري!». وهي عبارة باللغة التركية تعني: «بالرب الواحد الأحد».
ووجدت إشارة أخرى إلى تنكري في نقش إغريقي منقوص وُجد في معبد مفترض قرب مادارا، قُرئ هكذا مبدئيًّا: «الخان سيبيغي أومورتاغ، الحاكم بأمر الله... كان... وقرّب إلى الإله تنكرا قرابين... إيتشورغو بوالا... ذهبًا». وسجلت مخطوطة عثمانية أن اسم الله في البلغارية «تانغري».
واستُعمل جزء من دليل إثنوغرافي لدعم أن البلغار عبدو تنكري (أو تنكرا)، وهو تشابه هذا الاسم مع اسم «تورا»، اسم الإله الأعلى في الدين التقليدي للتشوفاش، الذين طالما نُظر إليهم على أنهم خلَف بلغار الفولغا. ولكن دين التشوفاش اليوم مختلف اختلافًا كبيرًا عن التنكرية، وهو شكل محلي من تعدد الآلهة، وسبب اختلافه الاعتقادات الوثنية التي أخذوها عن سكان الغابات أصحاب الأصول الفينية الأوغرية، الذين عاشوا في جوارهم، وبعض الاعتقادات المأخوذة من الإسلام.
كان الوثنية مرتبطة ارتباطًا وثيقًا بنظام القبائل القديم، وحُوفظ فيه على بقايا من الطوطمية والشامانية حتى بعد عبور الدانوب. ترتبط مقاطعة شومن عادة في الأدبيات الآثارية بالشامانية. في القرن التاسع، رُوي أن البلغار قبل كل معركة كانوا «يمارسون السحر ويغنون ويطلقون النكات وبعض أنواع العرافة». روى ليوتراند الكريموني أن بايان بن سيمون الأول (893–927) كان يحوّل نفسه إلى ذئب باستعمال التعاويذ السحرية. وروى كليمنت الأوخريدي عن عبادة البلغار للنار والماء، وفي القرن الحادي عشر ذكر ثيوفيلكت الأوخريدي أن البلغار قبل التنصر كانوا يقدسون الشمس والقمر والنجوم، وكانوا يقرّبون إليهم الكلاب قرابين.
ويُزعَم أن قبيلة دولو كانت تعدّ الكلب حيوانها المقدس. لم يزل البلغاريون إلى اليوم يستعملون عبارة «هو الذي يقتل الكلب»، بمعنى «هو الآمر الناهي»، وهو أثر من أيام قتل خان قبيلة الدولو كلبًا للإله تنكرا. وجدت بقايا للكلاب والغزلان في مقابر البلغار، ويبدو أن للذئب عندهم أيضًا معنى ميثولوجيًّا خاصًّا. كان البلغار يحرقون موتاهم أو يدفنونهم، وعادةً  ما يدفنون معهم أشياءهم الخاصة (من فخار أو أسلحة) وطعامًا وحيوانات مقدسة.
بسبب عبادة البلغار للشمس، كانوا يفضلون الجنوب. كانت مبانيهم وأضرحتهم الأساسية تتجه إلى الجنوب، كذلك خيامهم التي كانت أبوابها من الجنوب عادةً، وأحيانًا قليلة من الشرق. أظهرت التنقيبات الأثرية أن البلغار كانوا يدفنون موتاهم على المحور الجنوبي الشمالي، ويكون رأس الجثة إلى الشمال، لكي يواجه وجهها الجنوب. أما السلافيون فكانوا يحرقون موتاهم ولا يدفنونهم، ويضعون رماد الجثة في جِرار، ومع التحول إلى المسيحية صار البلغار والسلافيون جميعًا يدفنون موتاهم على المحور الشرقي الغربي. وُجِد المثال الوحيد على المقابر البلغارية السلافية المختلطة في يستريا قرب مدينة هستريا الأثرية، على ساحل البحر الأسود.